# خشونت علیه زنان در اوکراین
خشونت علیه زنان در اوکراین (انگلیسی: Violence against women in Ukraine) یک مشکل اجتماعی ریشه‌دار در فرهنگ اوکراین است که توسط کلیشه‌های سنتی مردانه/زنانه ایجاد شده‌است.   خشونت علیه زنان در دوران جمهوری شوروی سوسیالیستی اوکراین به رسمیت شناخته نشد، اما در دهه‌های اخیر به موضوع مهمی در جامعه اوکراین و در میان دانشمندان دانشگاهی تبدیل شده‌است.

## تاریخچه
نماینده صندوق جمعیت سازمان ملل متحد در اوکراین، در فوریه ۲۰۱۳ بیان کرد که «اوکراین واقعاً سطح غیرقابل قبولی از خشونت، عمدتاً توسط مردان و عمدتاً به دلیل [میزان] بالای مصرف الکل دارد». وی خلأهای موجود در این قانون را عاملی برای معضل خشونت خانگی دانست و گفت: «شما می‌توانید زنان را مورد تجاوز قرار دهید و باز هم اگر یک مقام عالی رتبه هستید یا از یک خانواده رسمی رده بالا هستید، می‌توانید از عواقب آن خلاص شوید.»
از نظر هنجارهای اخلاقی سنتی، زنان اوکراینی قرار است «زیبا و مادر باشند». علاوه بر این، سنت‌های جنسیتی در اوکراین تمایل دارد زنان را از تصدی مناصب قدرت سیاسی محدود کند، در حالی که معیارهای رفتار مردانه شامل حمایت از زنان است. جنگ در دونباس در اوکراین که در سال ۲۰۱۴ آغاز شد، تفکیک مسئولیت‌های جنسیتی را تقویت کرد.  سازمان ملل بیان کرد که زنان اوکراینی ساکن در منطقه درگیری به دلیل اجرای ضعیف قانون، تمرکز بالای گروه‌های نظامی و گسترش سلاح‌ها در معرض خطر قابل توجهی قرار داشته‌اند. در سال ۲۰۱۵، دفتر کمیساریای عالی حقوق بشر سازمان ملل متحد نگرانی عمیق خود را در مورد بدتر شدن سریع وضعیت خشونت علیه زنان در اوکراین ابراز کرد. بر اساس گزارش سازمان امنیت و همکاری اروپا، در سال ۲۰۱۸، خشونت علیه زنان در اوکراین گسترده و سه برابر بیشتر از جنگ در دونباس با مرگ و میر همراه بود.پس از حمله روسیه به اوکراین در سال ۲۰۲۲، گزارش‌های متعددی از خشونت و خشونت جنسی علیه زنان از جمله تجاوز، شکنجه، تجاوز جنسی و تجاوز گروهی منتشر شد.
بر اساس گزارش سازمان ملل متحد در سال ۲۰۱۳، حدود ۴۵ درصد از جمعیت ۴۵ میلیونی اوکراین از خشونت - جسمی، جنسی یا روانی - رنج می‌برند و بیشتر آنها زن هستند. از دیدگاه تاریخی، مشکل خشونت علیه زنان در اوکراین به‌طور سنتی تا سال ۲۰۱۳ مسکوت مانده بود و منابع زیادی از آمار رسمی در مورد خشونت جنسی در اوکراین وجود نداشت. رسانه‌های جمعی از نحوه برخورد با این موضوع مطمئن نبودند، مقامات نمی‌دانستند چگونه با آن برخورد کنند و جامعه اوکراین به‌طور کلی آمادگی پایان دادن به خشونت را نداشت.  در نتیجه، تمام تلاش‌های ملی ضد خشونت متکی به حمایت قابل توجهی از سوی کمک‌کنندگان غربی بود.  داده‌های ثبت‌شده همچنین نشان می‌دهد که بروز مشاهده شده خشونت جنسی علیه زنان به دلیل تأثیر ترکیبی سنت و شرم شخصی به شدت دست کم گرفته شده‌است. 

## انواع خشونت

### خشونت خانگی
در اوکراین خشونت خانگی علیه زنان سابقه طولانی دارد. شواهدی وجود دارد که مدل پرخاشگری مردانه نسبت به زنان از نسلی به نسل دیگر منتقل می‌شود. مطالعات اخیر نشان می‌دهد که خشونت علیه زنان به هیچ بخش خاصی از جمعیت اوکراین محدود نمی‌شود و در تمام لایه‌های اجتماعی رخ می‌دهد. زنان اوکراینی زیادی وجود ندارند که به استقلال اقتصادی دست یافته و صاحب خانه خود شده باشند.  در اوایل سال ۲۰۲۰ پناهگاه‌های بسیار کمی برای زنان در اوکراین وجود داشت.

### بهره‌برداری جنسی
بهره‌برداری جنسی از زنان یک مشکل گسترده و جدی در جامعه اوکراین است. این موضوع شامل قاچاق زنان در بازارهای فراملی و تن‌فروشی اجباری است که در نتیجه عوامل بسیاری از جمله فقیر شدن بخش قابل توجهی از جمعیت، پورنوگرافی نرم که به‌طور گسترده توسط رسانه‌های جمعی اوکراین برای جلب توجه مشتریان استفاده می‌شود به وجود می‌آید. داده‌های آماری گزارش شده توسط سازمان‌های غیردولتی در سال ۲۰۰۰ نشان می‌دهد که بیش از یک سوم زنان جوان بیکار اوکراینی تا حدی در فعالیت‌های تجاری غیرقانونی جنسی شرکت داشته‌اند. 

### خشونت علیه کودکان
یک نظرسنجی از دختران جوان اوکراینی که توسط کمیته تمام اوکراینی برای حمایت از کودکان انجام شد، نشان می‌دهد که سوء استفاده جنسی از آنها سهم بالایی از قربانیان آزار را تشکیل می‌دهد. به عنوان مثال، گزارش شده‌است که از هر سه دختر اوکراینی، یک دختر مورد آزار جنسی قرار گرفته‌است، از هر پنج دختر، یک دختر مورد آزار جنسی فیزیکی قرار گرفته‌است، از هر ده دختر، یک دختر مورد تجاوز جنسی قرار گرفته‌است. آمار جنایی در این کشور نشان می‌دهد که ۵۵٪ از تجاوزهای جنسی ثبت شده در اوکراین به جوانان زیر ۱۸ سال و ۴۰٪ از آنها یا ۲۲٪ در کل - علیه کودکان زیر ۱۴ سال است 

## قانون گذاری
اوکراین کنوانسیون شورای اروپا را در مورد پیشگیری و مبارزه با خشونت علیه زنان و خشونت خانگی - که بیشتر به عنوان کنوانسیون استانبول شناخته می‌شود - در سال ۲۰۱۱ امضا کرد. این کنوانسیون پس از ۱۱ سال بحث سیاسی با ۲۵۹ رای موافق در مقابل ۸ رای مخالف در ۲۰ ژوئن ۲۰۲۲ تصویب شد. اوکراین سند تصویب خود را در ۱۸ ژوئیه ۲۰۲۲ ارائه کرد، به این معنی که این کنوانسیون در ۱ نوامبر ۲۰۲۲ در اوکراین لازم الاجرا شد.